# Manuel Altava
Manuel Guillermo Altava Lavall, né le 7 octobre 1958, est un homme politique espagnol membre du Parti populaire.

## Biographie

### Carrière politique
Le 9 mars 2008, il est élu sénateur pour Castellón au Sénat et réélu en 2011, 2015 et 2016. Il est président de la commission de la Justice.